# Савостьяново (Ельнинский район)
Савостья́ново — деревня в Ельнинском районе Смоленской области, Россия. Население — 3 жителя (2007 год). Расположена в юго-восточной части области в 18 км к северо-востоку от города Ельня, на берегу реки Усия. В 12 км к югу от деревни железнодорожная станция Коробец на линии Смоленск — Сухиничи. Входит в состав Коробецкого сельского поселения.

## Экономика
Фермерское хозяйство «Усия».